# Farouk Al-Kasim
Farouk Al-Kasim est un géologue pétrolier irakien et norvégien. Il a joué un rôle majeur dans l'exploitation des ressources pétrolières de la Norvège  au sein de la Direction norvégienne du pétrole.

## Biographie

### Vie en Irak
Originaire de Bassorah en Irak, Farouk Al-Kasim étudie la géologie du pétrole à l'Imperial College London de Londres grâce à un partenariat avec l'Iraq Petroleum Company. Il y rencontre sa femme, Solfrid, et rentre en Irak en 1957. Il travaille alors au sein de l'Iraq Petroleum Company.
En 1968, il décide de se rendre en Europe avec sa famille pour que l'un de ses fils, handicapé, puisse être soigné. Ayant — difficilement — obtenu les autorisations adéquates, ils rejoignent ainsi la famille de Solfrid à Oslo en Norvège.

### Vie en Norvège
Arrivant à Oslo, Farouk se retrouve avec une journée de libre avant de prendre un train pour se rendre en province dans sa belle-famille. Il se rend alors au ministère de l'Intérieur norvégien pour se renseigner sur les possibilités d'embauche dans des compagnies pétrolières norvégiennes. S'étant vu conseillé de revenir l'après-midi, il y retourne et y rencontre plusieurs personnes qui s'enquièrent de ses compétences.
En 1968, le secteur pétrolier norvégien n'est en effet pas encore développé, et le pays manque de compétences dans ce domaine. Des explorations ont lieu en mer du Nord, mais ce n'est qu'en décembre 1969 que le gisement Ekofisk, l'un des plus importants gisement du monde, est découvert. 
Farouk Al-Kasim reçoit alors la tâche d'imaginer l'organisation de la jeune industrie pétrolière norvégienne. Il propose, avec ses collègues, un livre blanc donnant une part importante à la participation étatique. Ces travaux amènent une loi, votée à l'unanimité, et la création d'une Direction norvégienne du pétrole et d'une compagnie nationale, Statoil.
Farouk Al-Kasim occupe alors, au sein de la Direction norvégienne du pétrole nouvellement créée, le poste de directeur de la gestion des ressources pour l'organe de réglementation.

## Œuvre
Farouk Al-Kasim a réussi à instaurer un équilibre dans la distribution des bénéfices du pétrole, maintenant une attractivité suffisante pour les compagnies privées mais permettant à l'état norvégien d'amasser des sommes considérables — sans que ces bénéfices ne nuisent au système économique et politique du pays, comme c'est le cas dans de nombreux autres pays pétroliers. 
Il contribua également, par son travail au sein de la Direction norvégienne du pétrole, à augmenter le taux d'extraction jusqu'à 45 % — il est de 25 % en moyenne dans les autres pays. 